# 安娜貝爾·梅迪納·本圖拉
安娜貝爾·梅迪納·本圖拉（西班牙語：Anabel Medina Ventura，1996年12月15日—），多米尼加共和國田徑運動員，她代表多米尼加共和國隊參加了日本舉行的2020年夏季奧林匹克運動會，並且在混合4×400米接力比賽上獲得銀牌。